# Meike de Vlas
Meike de Vlas nizozemska veslačica, * 6. september 1942, Ameland, Nizozemska, † oktober 2022.
Njen največji uspeh je osvojitev srebrne medalje na Evropskem prvenstvu 1964. Njen mož, Hadriaan van Nes in hči Eeke van Nes sta oba prejemnika olimpijskih medalj za Nizozemsko.